# Grojec (Pojezierze Bytowskie)
Grojec – wzniesienie o wysokości 234 m n.p.m. na Pojezierzu Bytowskim, położone w województwie zachodniopomorskim, powiecie szczecineckim, gminie Biały Bór.
Na zachód od Grojca znajduje się niższe wzniesienie Godna Góra, za którą rozciąga się z południa na północ Jezioro Bobięcińskie Wielkie. Kilkaset metrów na północ od Grojca znajduje się wzniesienie Złocień.
Teren wzniesienia znajduje się w specjalnym obszarze ochrony siedlisk "Jezioro Bobięcińskie" oraz obszarze specjalnej ochrony ptaków "Ostoja Drawska".
W 1950 roku wprowadzono urzędowo zarządzeniem nazwę Grojec, zastępując poprzednią niemiecką nazwę Schloß-Berg.